# Crossover Ministry
Crossover Ministry  è il terzo album degli Iron Reagan.

## Tracce
1. A Dying World – 2:24
2. You Never Learn – 0:43
3. Grim Business – 2:29
4. Dead with My Friends – 3:35
5. No Sell – 0:12
6. Condition Evolution – 1:56
7. Fuck the Neighbors – 1:50
8. Power of the Skull – 0:49
9. Crossover Ministry – 2:03
10. More War – 1:36
11. Blatant Violence – 1:23
12. Parents of Tomorrow – 0:05
13. Bleed the Fifth – 2:01
14. Megachurch – 1:36
15. Shame Spiral – 1:36
16. Dogsnotgods – 1:18
17. Eat or be Eaten – 0:31
18. Twist Your Fate – 2:41

## Formazione
- Tony Foresta – voce
- Mark Bronzino – chitarra
- Phil Hall – chitarra
- Rob Skotis – basso
- Ryan Parrish – batteria